# Campionato sudamericano maschile under 17 di calcio 2011
Il Campionato sudamericano di calcio Under-17 2011, 14ª edizione della competizione organizzata dalla CONMEBOL e riservata a giocatori Under-17, è stato giocato in Ecuador tra il 12 marzo e il 9 aprile 2011.
Le quattro migliori classificate si sono qualificate per il Campionato mondiale di calcio Under-17 2011 e per i Giochi panamericani 2011. Il Brasile ha vinto il suo decimo titolo, il quarto consecutivo.

## Partecipanti
Partecipano al torneo le rappresentative delle 10 associazioni nazionali affiliate alla Confederación sudamericana de Fútbol:
| - Argentina - Bolivia - Brasile - Cile - Colombia |  | - Ecuador - Paraguay - Perù - Uruguay - Venezuela |

## Stadi
| Città     | Stadio                                  | Capienza |
| --------- | --------------------------------------- | -------- |
| Ambato    | Estadio Bellavista                      | 19.337   |
| Ibarra    | Estadio Olímpico                        | 18.600   |
| Latacunga | Estadio La Cocha                        | 15.220   |
| Quito     | Estadio Olímpico Atahualpa              | 40.948   |
| Quito     | Estadio de Liga Deportiva Universitaria | 55.104   |
| Riobamba  | Estadio Olímpico                        | 18.936   |

## Incontri

### Prima fase

#### Gruppo A
| Squadra   | G | V | N | S | GF | GS | DR | P |
| --------- | - | - | - | - | -- | -- | -- | - |
| Argentina | 4 | 3 | 0 | 1 | 10 | 4  | +6 | 9 |
| Ecuador   | 4 | 2 | 1 | 1 | 4  | 4  | 0  | 7 |
| Uruguay   | 4 | 2 | 0 | 2 | 4  | 5  | -1 | 6 |
| Perù      | 4 | 1 | 1 | 2 | 8  | 9  | −1 | 4 |
| Bolivia   | 4 | 1 | 0 | 3 | 5  | 9  | −4 | 3 |

| Arbitro: | Ricardo Márques |

|                         |           |           |
| Batioja 22’ Mercado 24’ | Marcatori | 49’ Silva |

| Arbitro: | Patricio Polic |

|                                                      |           |                    |
| Paredes 44’ (rig.) Ocampos 50’ Ferreira 69’ Pugh 84’ | Marcatori | 4’ García 36’ Polo |

| Arbitro: | Héctor Parra |

|          |           |             |
| Polo 57’ | Marcatori | 47’ Sornoza |

| Arbitro: | Julio Quintana |

|  |           |                |
|  | Marcatori | 18’ 27’ Mascia |

| Arbitro: | Ricardo Márques |

|                    |           |                           |
| Andrada 41’ (rig.) | Marcatori | 36’ Mascia 87’ San Martin |

| Arbitro: | Mayker Gómez |

|                |           |                               |
| Flores 21’ 29’ | Marcatori | 13’ 62’ 90’ Silva 68’ Banegas |

| Arbitro: | Patricio Polic |

|             |           |  |
| Sornoza 16’ | Marcatori |  |

| Arbitro: | Héctor Parra |

|                                         |           |  |
| Ocampos 16’ Paredes 58’ Pugh 82’ (rig.) | Marcatori |  |

- La partita è stata sospesa durante il secondo tempo per un black-out elettrico ed è stata completata il 22 marzo.

| Arbitro: | Mayker Gómez |

|  |           |                                   |
|  | Marcatori | 38’ Flores 50’ Benincasa 66’ Polo |

| Arbitro: | Julio Quintana |

|                              |           |  |
| Pinto 52’ (rig.) Benítez 72’ | Marcatori |  |

#### Gruppo B
| Squadra   | G | V | N | S | GF | GS | DR | P |
| --------- | - | - | - | - | -- | -- | -- | - |
| Brasile   | 4 | 3 | 0 | 1 | 12 | 7  | +5 | 9 |
| Paraguay  | 4 | 3 | 0 | 1 | 9  | 5  | +4 | 9 |
| Colombia  | 4 | 2 | 1 | 1 | 7  | 8  | −1 | 7 |
| Cile      | 4 | 1 | 1 | 2 | 5  | 8  | −3 | 4 |
| Venezuela | 4 | 0 | 0 | 4 | 5  | 10 | −5 | 0 |

| Arbitro: | Diego Lara |

|                                                 |           |                            |
| Pedro Paulo 11’ 76’ Adryan 16’ Lucas Piazon 72’ | Marcatori | 6’ 8’ Arteaga 34’ González |

| Arbitro: | Henry Gambetta |

|                |           |                             |
| Garcés 35’ 36’ | Marcatori | 59’ Navarrete 73’ Henríquez |

| Arbitro: | Héctor Martínez |

|                                        |           |              |
| Delgado 12’ Palomeque 78’ Osorio 90+1’ | Marcatori | 55’ González |

| Arbitro: | Néstor Pitana |

|                        |           |               |
| Emerson 80’ Adryan 87’ | Marcatori | 55’ Henríquez |

| Arbitro: | José Jordán |

|                        |           |           |
| Henríquez 41’ Páez 70’ | Marcatori | 7’ García |

| Arbitro: | Diego Lara |

|                  |           |                           |
| Lucas Piazon 31’ | Marcatori | 77’ Giménez 81’ Caballero |

| Arbitro: | Néstor Pitana |

|                            |           |  |
| Caballero 26’ 80’ Báez 53’ | Marcatori |  |

| Arbitro: | Henry Gambetta |

|          |           |  |
| Cuero 8’ | Marcatori |  |

| Arbitro: | José Jordán |

|                                   |           |              |
| Palacios 16’ Florenciáñez 42’ 61’ | Marcatori | 47’ Castillo |

| Arbitro: | Héctor Martinez |

|                                                          |           |                |
| Leo 18’ 20’ Cláudio Winck 36’ Misael 62’ Marlon Bica 79’ | Marcatori | 76’ Villadiego |

### Girone finale
| Squadra qualificata per il Campionato mondiale di calcio Under-17 2011 e per i Giochi panamericani 2011 |
| Eliminata                                                                                               |

| Squadra   | G | V | N | S | GF | GS | DR | P  |
| --------- | - | - | - | - | -- | -- | -- | -- |
| Brasile   | 5 | 4 | 1 | 0 | 10 | 4  | +6 | 13 |
| Uruguay   | 5 | 2 | 3 | 0 | 8  | 5  | +3 | 9  |
| Argentina | 5 | 2 | 1 | 2 | 7  | 7  | 0  | 7  |
| Ecuador   | 5 | 1 | 3 | 1 | 6  | 7  | -1 | 6  |
| Colombia  | 5 | 1 | 1 | 3 | 5  | 7  | −2 | 4  |
| Paraguay  | 5 | 0 | 1 | 4 | 5  | 11 | −6 | 1  |

| Arbitro: | Héctor Parra |

|             |           |  |
| Benítez 75’ | Marcatori |  |

| Latacunga 28 marzo 2011, ore 18:00 UTC-5 | Ecuador      | 0 – 0 referto | Colombia | Estadio La Cocha\| Arbitro: \| Mayker Gómez \| |
| Arbitro:                                 | Mayker Gómez |               |          |                                                |

| Latacunga 28 marzo 2011, ore 20:10 UTC-5 | Brasile        | 0 – 0 referto | Uruguay | Estadio La Cocha\| Arbitro: \| Julio Quintana \| |
| Arbitro:                                 | Julio Quintana |               |         |                                                  |

| Arbitro: | Diego Lara |

|             |           |                    |
| Andrada 70’ | Marcatori | 75’ (aut.) Padilla |

| Arbitro: | Néstor Pitana |

|                         |           |                          |
| Batioja 27’ Uchuari 83’ | Marcatori | 77’ Ovelar 85’ Caballero |

| Arbitro: | José Jordán |

|                     |           |  |
| Matheus Barbosa 55’ | Marcatori |  |

| Arbitro: | Patricio Polic |

|               |           |                                    |
| Caballero 78’ | Marcatori | 22’ Aguirre 59’ Álvarez 75’ Mascia |

| Arbitro: | Henry Gambetta |

|                               |           |           |
| Ocampos 4’ Andrada 16’ (rig.) | Marcatori | 22’ Cuero |

| Arbitro: | Héctor Martínez |

|                                               |           |                |
| Matheus Barbosa 24’ Leo 28’ Adryan 53’ (rig.) | Marcatori | 90+4’ Cevallos |

| Arbitro: | Mayker Gómez |

|                                 |           |                |
| Mascia 24’ 36’ (rig.) Silva 82’ | Marcatori | 39’ 69’ Garcés |

| Arbitro: | Patricio Polic |

|          |           |                          |
| Pugh 83’ | Marcatori | 54’ Cevallos 73’ Batioja |

| Arbitro: | Víctor Carrillo |

|                                                  |           |            |
| Guilherme 15’ Cláudio Winck 56’ Lucas Piazon 86’ | Marcatori | 31’ Mareco |

| Arbitro: | Diego Lara |

|             |           |               |
| Benítez 90’ | Marcatori | 12’ 29’ Cuero |

| Arbitro: | Héctor Parra |

|                     |           |                |
| Cevallos 58’ (rig.) | Marcatori | 19’ San Martín |

| Arbitro: | Julio Quintana |

|                      |           |                                           |
| Báez 31’ Andrada 80’ | Marcatori | 27’ Leo 32’ Guilherme 77’ Matheus Barbosa |

## Campione
BRASILE
(10º titolo)

## Classifica marcatori
| Gol |  |  | Giocatore               | Squadra   |
| --- |  |  | ----------------------- | --------- |
| 6   |  |  | Juan Mascia             | Uruguay   |
| 5   |  |  | Mauro Andrés Caballero  | Paraguay  |
| 4   |  |  | Federico Andrada        | Argentina |
| 4   |  |  | Robert Royer Silva      | Bolivia   |
| 4   |  |  | Leo                     | Brasile   |
| 4   |  |  | Fabián Cuero            | Colombia  |
| 4   |  |  | Cristian Garcés         | Colombia  |
| 3   |  |  | Leonardo Paredes        | Argentina |
| 3   |  |  | Lucas Pugh              | Argentina |
| 3   |  |  | Adryan                  | Brasile   |
| 3   |  |  | Lucas Piazon            | Brasile   |
| 3   |  |  | Matheus Barbosa         | Brasile   |
| 3   |  |  | Ángelo Henríquez        | Cile      |
| 3   |  |  | Luis Batioja            | Ecuador   |
| 3   |  |  | José Francisco Cevallos | Ecuador   |
| 3   |  |  | Édison Flores           | Perù      |
| 3   |  |  | Andy Polo               | Perù      |